# 刘重庐
刘重庐（1912年—1991年），越南作家，广平省布泽县人。

## 生平
刘重庐青年时代先后在顺化国学学校和河内私立学校求学。1932年，与其他诗人一起倡导发起了“新诗”运动，是越南30年代“新诗运动”的积极倡导者。1933年发表了短篇小说和诗歌集《山人》，1939年出版诗集《秋声》，收集了他在新诗运动中所创作的诗歌。1945年八月革命以后，继续在战区和河内从事文化文艺活动。1957年加入越南作家协会。刘重庐曾任越南舞台艺术家协会秘书长、第二届越南作家协会执行委员会委员。1991年在河内逝世。

## 作品
刘重庐的主要作品有短篇小说集《山人》(1933)、《绿色的担架》(1941)、《蓝色的暮围》(1941)、诗集《秋声》(1939)、《光照两岸》(1966)、《筝江姑娘》(1966)、《从这块土地上》(1971)、回忆录《大秋天》(1978)、改良戏剧本《南方的女演员》、《绿茶树》、话剧《春纬夜》、《阿追》、回忆录《午夜惊醒》(1989)等。
刘重庐是越南一位才气横溢的诗人。他的诗情调忧伤，表达了30年代越南青年的彷徨心境。他受法国象征派和中国唐代诗歌影响较深，又能较好地运用越南民族诗歌的形式。这些诗以脱离现实的“自我”出现，充满了“情”、“愁”和“梦”，远离尘嚣，远离现实，有着如梦一般清新朦胧的意境，具有浪漫主义风格。《秋声》被认为是最能体现他艺术风格的代表杰作。